# Vénus d'Urbin
Pour les articles homonymes, voir Vénus.
La Vénus d'Urbin (en italien Venere di Urbino et donc quelquefois Vénus d'Urbino en français) est une peinture à l’huile sur toile, de la Renaissance réalisée par le Titien en 1538.
La toile, exposée à la galerie des Offices de Florence, est conçue pour être transportable, selon les vœux d'un noble italien de l'époque (dimensions 119 × 165 cm).
Le peintre est alors âgé de 50 ans et c'est la première fois qu'on lui passe commande d'un tel nu.

## Titre conventionnel
Le titre conventionnel de l'œuvre, Vénus d'Urbin, est dû à Giorgio Vasari qui, ayant vu le tableau lors d'un voyage à Urbino en 1548, a qualifié la femme nue de « vénus » dans la seconde édition de son grand œuvre, Les Vies des meilleurs peintres, sculpteurs et architectes : 

« Il y a de Titien, dans la garde-robe du duc d'Urbin, deux têtes de femmes très gracieuses ; une Vénus représentée sous la forme d'une jeune femme couchée, tenant des fleurs, et entourée de draperies d'une légèreté et d'un fini extraordinaires ; et une tête de sainte Marie-Madeleine aux cheveux épars, qui est une œuvre remarquable. »

— Giorgio Vasari, trad. de l'italien par Léopold Leclanché et Charles Weiss, revue par Véronique Gerard Powell.

## Une œuvre de commande
Guidobaldo II della Rovere, duc d'Urbino, commande cette toile à Titien,
auquel il a, deux ans plus tôt, acheté La Bella (
galerie palatine, Florence), portrait du même modèle.
Le duc parle, dans une lettre, de donna nuda: on comprend que le sujet mythologique est ici un prétexte à montrer le corps nu de la femme.

Cette toile de Titien est sans doute inspirée de la Vénus endormie de Giorgione, la Vénus de Dresde.
La femme est allongée, un petit chien à ses pieds. Sa main droite tient quelques roses, sa main gauche est posée, naturelle et pudique, sur son sexe.
En arrière-plan, deux servantes, dans un palazzo contemporain de la toile, s’affairent autour d’un cassone.

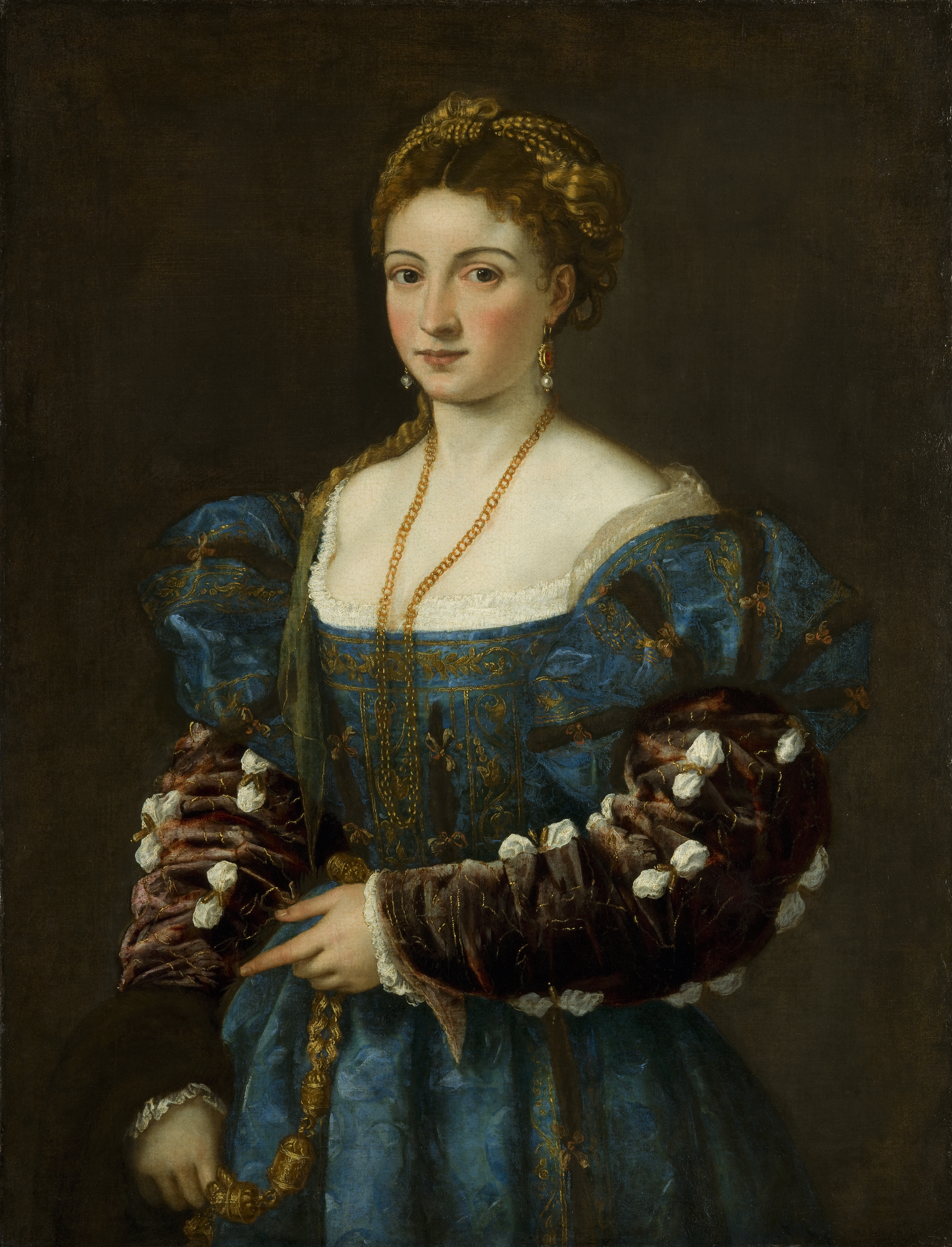
Titien, La Bella, Galerie Palatine.
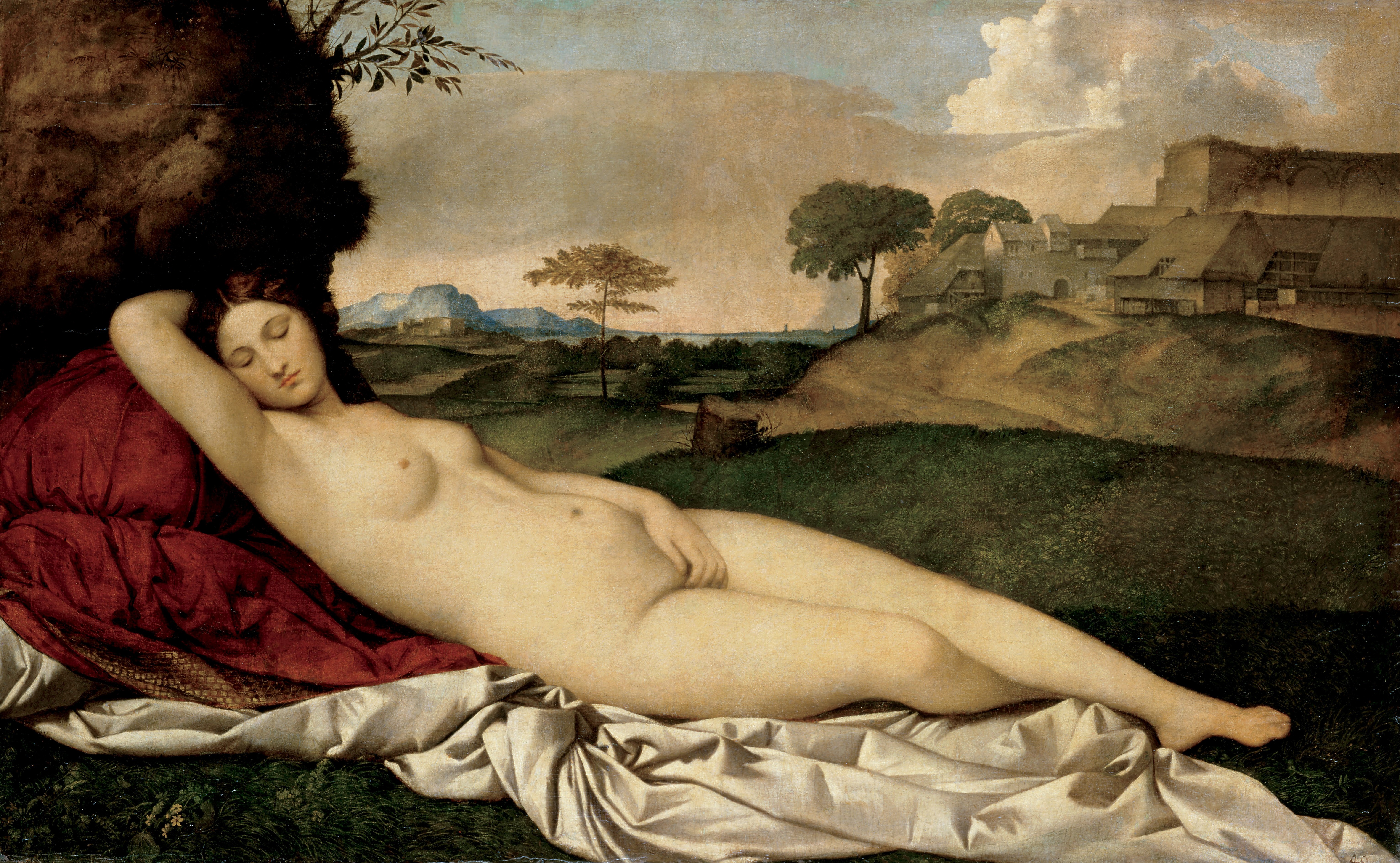
Giorgione, Vénus endormie, "Vénus de Desde", Gemäldegalerie
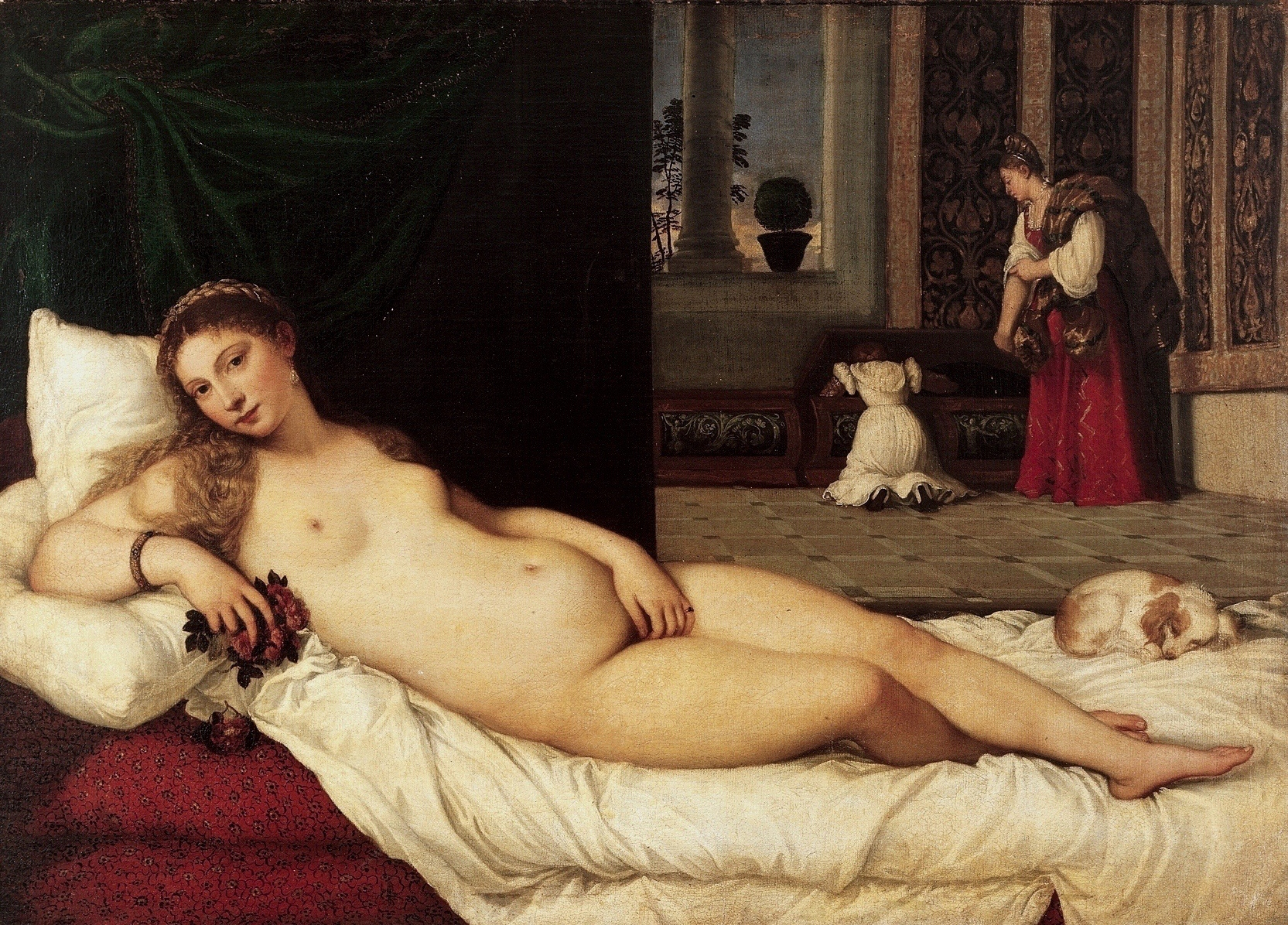
Titien, Vénus endormie, "Vénus d'Urbin", Offices

## Analyse
La Vénus d’Urbin affirme sans détour sa sensualité et sa séduction dans une œuvre qui montre le naturalisme tout en nuance de Titien. Le peintre révèle encore une fois au spectateur sa capacité à représenter une réalité concrète, un moment et un climat particuliers. Construit sur le modèle de la Vénus de Giorgione, il s'en détache grâce à l'environnement somptueux, aux servantes et surtout au regard de la femme qui se pose sur le spectateur. Ces éléments permettent de briser l'isolement mythique dans lequel Giorgione avait placé son idéal de la beauté.

### Le portrait d'une masturbation
Certains critiques d'art ont assimilé la main posée sur le sexe à une masturbation. La représentation du geste est tout à fait exceptionnelle. Titien ne l'a jamais reprise et aucun autre peintre non plus. Sous cet angle, le sujet paraît un peu osé, à la limite du pornographique. Il met sur le devant de la scène un geste qui est admis dans l'intimité du mariage. L'historienne de l'art Rona Goffen a montré qu'au XVIe siècle la science disait que les femmes ne pouvaient être fertilisées qu'au moment de leur jouissance. Certains médecins suggéraient donc aux femmes mariées de se masturber avant le coït pour avoir un enfant. C'est donc un tableau imaginé dans un contexte de mariage (Guidobaldo Della Rovere a été marié 4 ans plus tôt à une jeune fille de 10 ans et le mariage n'a pas encore été consommé). Le myrte sur la fenêtre, les roses dans la main droite, les deux coffres du fond et le petit chien endormi sur le lit sont aussi des symboles liés au mariage. Ces symboles ne sont pas univoques. Les coffres peuvent être de simples coffres de mariage ; les courtisanes en possèdent aussi dans leur palais. Le myrte et les roses peuvent n'être seulement que des roses et du myrte.

### Deux espaces

Olympia d'Édouard Manet (1863).

Erwin Panofsky, un grand historien de l'art, a vu dans le grand pan de peinture noire à gauche, les plis du rideau, créant ainsi une rupture qui sépare visuellement les deux espaces au centre du tableau, à l'aplomb précis du sexe de Vénus. Cette ligne noire verticale est prolongée par le bord du pavement horizontal, noir également. Pour Daniel Arasse, lui aussi historien de l'art, s'il y a bien un rideau derrière Vénus, c'est un rideau vert, soulevé et noué au-dessus de sa tête. Du même coup, ce grand pan de peinture noire n'est certainement pas un rideau. Ce n'est pas non plus un mur. Cela ne représente rien. Même chose pour le bord de pavement. Le tableau est donc incohérent, et pourtant parfaitement construit. Les bords se contentent de fixer les limites entre les deux lieux du tableau : le lit avec la femme nue et la salle avec les servantes. Arasse va même plus loin, en disant que la Vénus se situe entre deux lieux, avec, d'une part, l'arrière-plan avec les deux servantes, qui est en perspective et donne conséquemment une place au spectateur (celui-ci est face au tableau), et d'autre part, l'espace même du spectateur. Le corps de la Vénus n'occupe donc aucun espace précis, si ce n'est la surface même de la toile.
Deux espaces perspectifs du tableau sont distincts : la salle d'un palais vénitien Renaissance où évoluent deux servantes et celui du lit sur lequel repose Vénus, les deux sols n'appartenant pas au même plan continu. La perspective de l'arrière-salle est travaillée avec une attention très rare dans l'œuvre de Titien. L'objectif n'est pas de construire une unité spatiale mais une unité mentale. Le point de fuite des lignes de pavement est placé à l'aplomb de la main gauche de Vénus et à la hauteur de son œil gauche. La couleur qui traite de façon équivalente le premier plan et le fond donne une impression de douceur à l'intérieur du palais.
Ni portrait de courtisane, ni tableau de mariage, La Vénus d'Urbin est devenue une matrice du nu féminin qui inspirera Édouard Manet pour son Olympia.

## Copies
En 1822, Ingres a copié le tableau de Titien. Cette copie se trouve au Walters Art Museum de Baltimore aux États-Unis. Au début de la IIIe République, Victor Mottez a peint lui aussi une copie de la Vénus d'Urbin pour l'éphémère musée des copies. La copie a ensuite été attribuée au musée de Mâcon.

## Sculptures
Ce thème est repris sous forme de sculpture par Lorenzo Bartolini. Elle est basée sur la peinture réalisée à son intention par son ami Ingres. L'original se trouve au musée Fabre de Montpellier. Une copie de cette œuvre, qui a appartenu aux savonniers A. et F. Pears Ltd., est à la Lady Lever Art Gallery près de Liverpool.

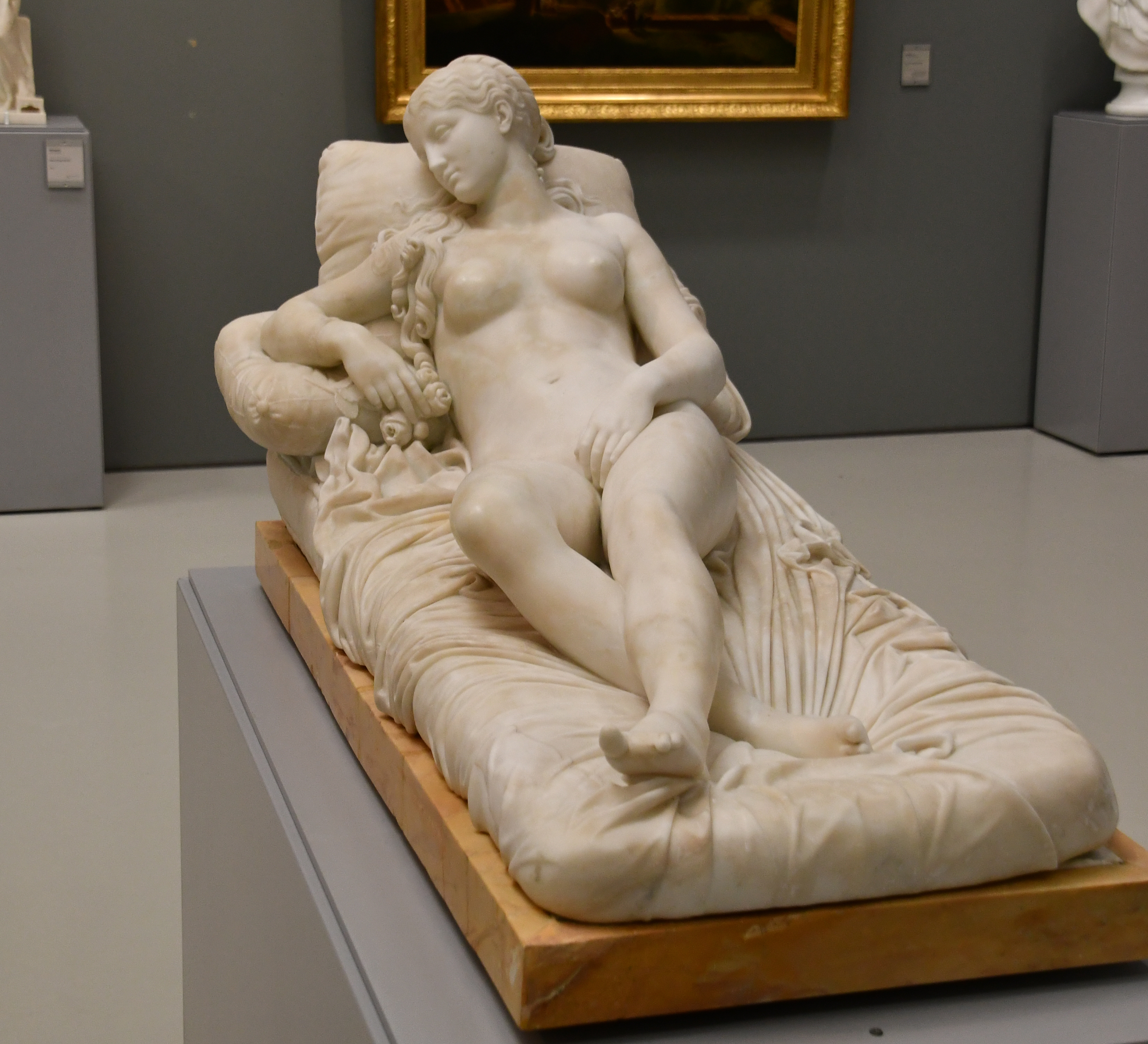
Lorenzo Bartolini, Vénus couchée, 1820-1830, musée Fabre, Montpellier.
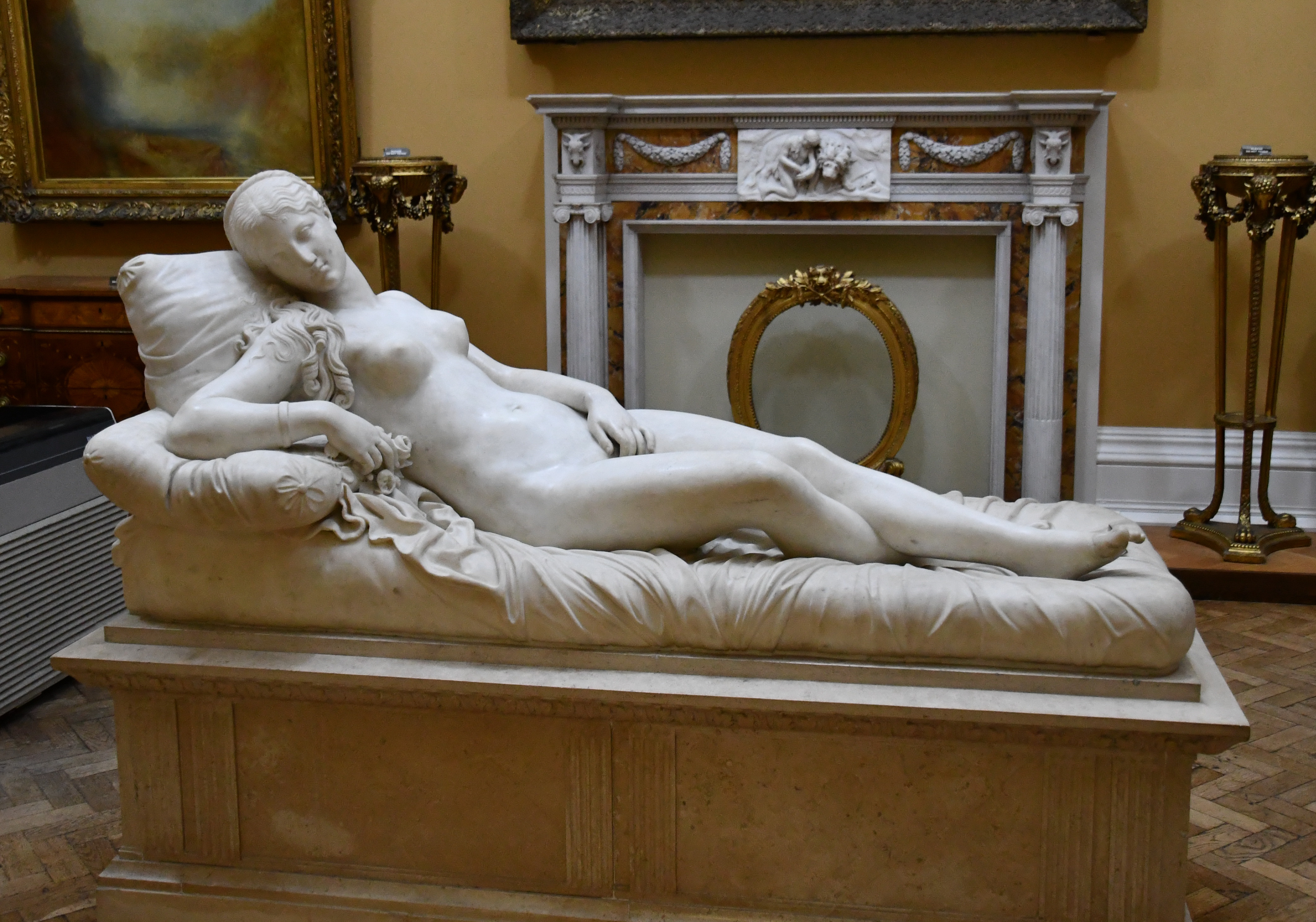
Copie de la Vénus de Lorenzo Bartolini à la Lady Lever Art Gallery , Liverpool.

## Postérité
Paul Veyne décrit la peinture dans Mon musée imaginaire
.

#### Sources originales
- Aretino, Pietro. The Works of Aretino. Translated by Samuel Putnam, Franz von Bayros, and Francesca De Sanctis. New York: Covici-Friede, 1933.
- Ovid. Ovid’s Metamorphosis: The Arthur Golding Translation. Philadelphia: Dry Books,2000.
- Roskill, Mark W. Dolce’s ‘Artetino’ and Veneitan Art Theory of the Cinquecento. New York: New York University Press, 1968.
- Rogers, Mary and Paola Tinagli eds. Women in Italy, 1350-1650: Ideals and Realities, a Sourcebook. New York: Manchester University Press, 2005.
- Vasari, Giorgio. La Vie Des Artistes.

#### Sources secondaires
- Daniel Arasse, « La Femme dans le coffre », On n’y voit rien, Descriptions, Paris, Denoël, 2000, p. 107-152 (réédité dans la collection Folio Essais).
- Biadene, Susanna and Mary Yakush eds. Titian: Prince of Painters exh. cat. Venice: Marsilio Editori, 1990.
- Brown, Judith C., and Robert C. Davis. Gender and Society in Renaissance Italy. London: Longman, 1998.
- Bull, Malcolm. “Venus” Mirror of the Gods, 182- 222. New York: Oxford University Press, 2005.
- Cheney, Liana de Girolami. “Vasari’s Interpretation of Female Beauty.” Concepts of Beauty in Renaissance Art, eds. *Francis Ames-Lewis and Mary Rogers, 179-190. Brookfield, Vermont: Ashgate Publishing Company, 1998.
- Cole, Bruce. Titian and Venetian Painting, 1450-1590. Boulder: Westview, 1999.
- Cropper, Elizabeth. “On Beautiful Women, Parmigianino, Petrarchismo, and the Vernacular Style”. Art Bulletin 58, no. 3 (Sep. 1976): 374-394. https://www.jstor.org (accessed October, 11, 2008).
- Fermor, Sharon. “Movement in Gender in Sixteenth Century Italian Painting.” In The Body Imaged: The Human Form and Visual Culture Since the Renaissance, ed. Kathleen Adler and Marcia Pointon, 129-145. New York” Cambridge University Press, 1993.
- Goffen, Rona, ed. Titian’s “Venus of Urbino”. New York: Cambridge University Press, 1997.
- Goffen, Rona. “Titian’s Sacred and Profane Love and Marriage.” The Expanding Discourse: Feminism and Art History. eds. *Norma Broude and Mary D. Garrard, 110-125, New York: Westview Press, 1992. Titian’s Women. New Haven and London, 1997.
- Goldfarb, Hilliard T., David Freedberg, et Manuela B. Mena Marqués. Titian and Rubens: Power, Politics, and Style. Boston: Isabella Stewart Gardner Museum, 1998.
- Jacobs, Fredrika H. “Aretino and Michelangelo, Dolce and Titian: Femmina, Masculo, Grazia”. Art Bulletin 82, no. 1 (Mar. 2000): 51-67.
- Delphine Lesbros, « Vice-versa : regard sur les figures couchées dans les couvercles des forzieri », Images Re-vues : histoire, anthropologie et théorie de l'art, no 3 : « Hommage à Daniel Arasse »,‎ 2006, art. no 3 (lire en ligne, consulté le 13 mai 2017).
- Meilman, Patricia, ed. The Cambridge Companion to Titian. Cambridge: Cambridge University Press, 2004.
- Erwin Panofsky, Problems in Titian, Mostly Iconographic, New York University Press, 1969 (édition française: Le Titien: questions d'iconologie, Hazan, 1990).
- Pardo, Mary. “Artifice as Seduction in Titian.” In Sexuality and Gender in Early Modern Europe: Institutions, Texts, Images. ed. James Grantham Turner, 55-89 London: Cambridge University Press, 1993.
- Pope, Arthur. Titian’s “Rape of Europa”: A Study of the Composition and the Mode of Representation in This and Related Paintings. Cambridge MA: Harvard University Press, 1960.
- Prater, Andreas. Venus at Her Mirror: Velazquez and the Art of Nude Painting. London: Prestel Verlag, 2002.
- Rogers, Mary. “Reading the Female Body in Venetian Renaissance Art.” In New Interpretations of Venetian Renaissance Painting, ed. Franis Ames-Lewis, 77-90. London: Birkbeck College, University of London, Dept. of History of Art ,1994.
- Tinagli, Paola. “Female Nudes in Renaissance Art”. Women in Italian Renaissance Art: Gender, Representation, Identity, 121-154. New York: Manchester University Press, 1997.La Vénus dévoilée, catalogue de l'exposition consacrée à la Vénus d'Urbin, qui se tint du 11 octobre 2003 au 11 janvier 2004, à Bruxelles, sous la direction d'Omar Calabrese et Herman Parret, éd. Snoeck, 2003.